# Tapani Raittila
Tapani Johannes Raittila, född 25 december 1921 i Kannus, död 2 januari 2018 i Helsingfors, var en finländsk målare.
Raittila studerade 1939 och 1945–1947 vid Finlands konstakademis skola. Efter några år med försök i olika riktningar fann han i början av 1950-talet fram till sitt personliga bildspråk med karga figurstudier och dämpade landskap, som väl karakteriserar den realistiska trenden i efterkrigstidens konst. Han utförde också en lång rad porträtt.